# Наталия Дил
Наталия Гоянес Дил Орико (на португалски: Nathalia Goyannes Dill Orrico) е бразилска театрална, кино и телевизионна актриса. 

## Биография
Наталия Гоянес Дил Орико е родена на 2 юни 1979 г. в Рио де Жанейро.
Дебютира през 2005 година на театрална сцена в постановката „A Glória de Nelson“. Става популярна с ролята си на Дебора Риос в четвъртия сезон на сериала „Malhação“.